# 油菓
油菓（韓語：유과），或油蜜菓，是几种韓菓的统称，属于韩国传统菓子，由糯米粉和蜂蜜混合油炸而成。最初称油蜜菓，因为其制作过程包括油炸和烘烤，但现在普遍简称为油菓。药菓是其中一类。